# 敬义堂
29°32′57″N 117°34′33″E / 29.54917°N 117.57583°E
敬义堂位于中国江西省景德镇市浮梁县瑶里镇瑶里社区，建于清代嘉庆年间，为登仕郎吴容光书斋，东西两路三合院。1938年，陈毅曾在此居住办公，2013年3月5日，瑶里改编旧址，包括瑶里程氏宗祠与宏毅祠、敬义堂三处建筑，公布为全国重点文物保护单位。
- 敬义堂（陈毅旧居）